# Risa Asaki
Risa Asaki (あさき りさ?, Asaki Risa; Prefettura di Yamaguchi, 12 luglio ...) è una doppiatrice giapponese.
È anche nota come Natsu Nekoyashiki (猫屋敷 なつ?, Nekoyashiki Natsu) o Yuzuri (柚李?).

## Lavori
- Eiyuu Senki: The World Conquest (Ywain)
- Hell Girl
- Rewrite (Lucia Konohana)
- Trinity Universe
- Umineko no naku koro ni (Cornelia)